# Руке Трбосека
Руке Трбосека (енгл. Hands of the Ripper) британски је хорор филм продукцијске куће Хамер из 1971. године, у режији Петера Сашдија, са Ериком Портером, Ангарад Рис, Џејн Мероу и Маржори Роудс у главним улогама. Радња прати ћерку озлоглашеног серијског убице, Џека Трбосека, која, опседнута духом свог оца, наставља његов крвави пир.
Филм је сниман у студију Пајнвуд и Катедрали Светог Павла у Лондону. Премијерно је приказан 3. октобра 1971, у Уједињеном Краљевству. Продукцијска кућа Јуниверсал пикчерс дистрибуирала је филм нешто касније на подручју Сједињених Америчких Држава. Добио је осредње оцене критичара и публике. Критичар Леонард Малтин оценио га је са 2,5/4 звездице, похваливши атмосферу и глумачке перформансе. Маркус Херн и Алан Барнс су у својој целокупној рецензији Хамерових филмова за Руке Трбосека написали да: „успешно меша софистицираност Хамерових филмова са крвопролићем које публика жели да види”. Критичари сајта Ротен томејтоуз оценили су га са 86%, а публика далеко слабије, са 49%.

## Радња
Ана, ћерка Џека Трбосека, је још као беба посведочила бруталном убиству своје мајке, које је починио њен отац. Петнаест година касније, она одраста у проблематичну девојку, која је, наизглед, опседнута духом свог оца. Док је у психотичном трансу, она наставља његов крвави пир, али се након буђења из њега не сећа злочина које је починила. Саосећајни психолог, др Џон Причард, одлучује да јој помогне, али ће врло брзо зажалити због ове одлуке. Ана покушава да потражи помоћ и код медијума, који јој открива прави идентитет њеног оца.

## Улоге
| Глумац            | Улога                   |
| ----------------- | ----------------------- |
| Ерик Портер       | др Џон Причард          |
| Ангарад Рис       | Ана                     |
| Џејн Мероу        | Лаура                   |
| Кит Бел           | Мајкл Причард           |
| Дора Брајан       | госпођа „Грени” Голдинг |
| Маржори Роудс     | госпођа Брајант         |
| Линда Барон       | Лонг Лиз                |
| Марџи Лоренс      | служавка Доли           |
| Маргарет Ролингс  | мадам Булард            |
| Елизабет Макленан | госпођа Вилсон          |
| Бери Лоу          | господин Вилсон         |
| Ејприл Вилдинг    | Кетрин                  |
| Даглас Чипендејл  | Џек Трбосек             |